# Schweigegebot
Ein Schweigegebot ist die Maßgabe an eine bestimmte Person oder an einen bestimmten Personenkreis, sich nicht zu äußern, oder die Maßgabe, über bestimmte Themen nichts zu sagen und an andere weiterzugeben. Der Begriff bzw. die Praxis kommt in verschiedenen Zusammenhängen vor.      

## Neues Testament

### Das „paulinische Schweigegebot“ gegenüber Frauen
In der altorientalischen Gesellschaft – so auch im orthodoxen Judentum – war es unüblich, dass Frauen sich in politischen Belangen oder in Glaubensfragen in der Öffentlichkeit äußern konnten. Dem Apostel Paulus zugeschrieben wird das „paulinische Schweigegebot“  (1 Kor 14,33b–35 ), nach dem die Frauen in der jüdisch-christlich geprägten Gemeinde schweigen sollen.

### „Messiasgeheimnis“
Der theologische Fachbegriff „Messiasgeheimnis“ (siehe dazu: Evangelium nach Markus und Leben-Jesu-Forschung) verbindet die Wunder Jesu mit einem Schweigegebot. Das begeisterte Weitererzählen der Wunder durch die Geheilten selbst oder durch umstehende Zeugen könnte nämlich den Blick auf das Gesamtwirken Jesu verstellen und so seine Messianität verdecken. Jesus verbot also seinen Jüngern vor seinem Tod, ihn als den Christus zu verkünden. Bibelstellen, die das Schweigegebot enthalten, finden sich in Markus 1,34; 1,44; 3,12; 5,43; 7,36; 8,30; 9,9.

## Publikationsverbote in der Katholischen Kirche
Die Kongregation für die Glaubenslehre der römisch-katholischen Kirche kann gegenüber Abweichlern im Glauben, die im kirchlichen Namen und Auftrag an Universitäten oder in Schulen lehren, ein „Publikationsverbot“ (auch Bußschweigen genannt) aussprechen, um sie damit zum Nachdenken und zur Umkehr bezüglich ihres Standpunktes zu bewegen. 
 
Beispiel: 1985 erhielt der ehemalige Franziskanerpater und brasilianische Befreiungstheologe Leonardo Boff u. a. wegen seines 1981 publizierten, kirchenkritischen Buches Kirche und Macht. Eine militante Ekklesiologie ein Rede- und Lehrverbot für ein Jahr.

## Wirtschaft, organisierte Kriminalität
Im Alltag wird der Begriff Schweigegebot üblicherweise im Zusammenhang mit der Wahrung von (Geschäfts-)Geheimnissen benutzt. In Kreisen der organisierten Kriminalität dient er der Vertuschung von Verbrechen, wie zum Beispiel die „Omertà“ der sizilianischen Mafia.